# Chozas de Abajo
Chozas de Abajo é um município da Espanha na província de León, comunidade autónoma de Castela e Leão, de área 100,3 km² com população de 2285 habitantes (2004) e densidade populacional de 19,96 hab/km².

## Demografia
| Variação demográfica do município entre 1991 e 2004 | Variação demográfica do município entre 1991 e 2004 | Variação demográfica do município entre 1991 e 2004 | Variação demográfica do município entre 1991 e 2004 |
| --------------------------------------------------- | --------------------------------------------------- | --------------------------------------------------- | --------------------------------------------------- |
| 1991                                                | 1996                                                | 2001                                                | 2004                                                |
| 2258                                                | 2203                                                | 2189                                                | 2001                                                |